# Билт Уелс
Билт Уелс (на английски: Builth Wells; на уелски: Llanfair ym Muallt, Ланва̀йр ъм Мѝалт, произнася се по-близко до Хланва̀йр ъм Мѝахлт) е град в Централен Уелс, графство Поуис. Разположен е около вливането на река Ирвон в река Уай на около 15 km на запад от границата с Англия и на около 75 km на север от столицата Кардиф. Има жп гара. Балнеологичен курорт. Населението му е 2352 жители според данни от преброяването през 2001 г.